# E-Mission
e-Mission, im englischen Original Daybreak, ist ein kooperatives Brettspiel der Spieleautoren Matt Leacock und Matteo Menapace, das im Jahr 2023 bei dem amerikanischen Verlag CMYK erschienen ist; im deutschsprachigen Raum wird es seit Erscheinen von Schmidt Spiele verlegt.
Bei e-Mission versuchen die Mitspieler gemeinsam, die weltweiten CO2-Emissionen zu reduzieren und damit dem globalen Klimawandel entgegenzuwirken. Das Spiel wurde 2024 von der Jury des Spiel des Jahres als Kennerspiel des Jahres ausgezeichnet.

## Thema und Ausstattung
Bei e-Mission übernehmen die Mitspieler jeweils die Rolle verschiedener Weltmächte oder Weltregionen, die weltweit und gemeinsam die klimaschädlichen CO2-Emissionen reduzieren und damit die Folgen der menschgemachten Klimaerwärmung reduzieren müssen, bevor die Temperatur zu weit steigt und das Klima unumkehrbar kippt. Hierfür verfolgen sie nationale und globale Projekte, die ihnen helfen sollen, das Ziel zu erreichen.
Das Spielmaterial besteht neben einer Spielanleitung aus:
- einem Spielplan mit einer Weltkarte und mehreren Anzeigeleisten,
- vier Spieler-Tableaus für die verschiedenen Großmächte,
- zwei Zusatztableaus,
- 133 Projektkarten,
- 25 Startkarten,
- 48 Krisenkarten,
- 24 Globale-Projekte-Karten,
- 42 Herausforderungskarten,
- neun Übersichtskarte,
- 74 doppelseitige Plättchen für schmutzige und saubere Energie,
- 60 Stabilitätsplättchen,
- 60 Emissionsplättchen,
- 42 Notstandsplättchen,
- sechs Globale-Folgen-Marker,
- acht Temperaturplättchen,
- einen Rundenmarker,
- vier doppelseitige Plättchen für „aktiv“ / „inaktiv“,
- 13 Baummarker,
- elf Meeresmarker,
- neun Luftfiltermarker,
- 20 CO2-Marker mit Wert 5, 35 CO2-Marker mit Wert 1,
- ein Globale-Folgen-Würfel,
- ein Geo-Engineering-Würfel und
- vier Energiebedarfsmarker.

## Spielweise

### Vorbereitung
e-Mission wird gemeinsam und kooperativ gespielt, alle Spieler versuchen also, ein gemeinsames Ziel zu erreichen. Vor der ersten Runde wird der Spielplan in der Tischmitte ausgelegt und vorbereitet. Der Rundenmarker wird auf das oberste Feld der Rundenleiste platziert, die sechs Globale-Folgen-Marker kommen auf das jeweils erste Feld ihrer Leisten und die acht Temperaturplättchen sowie die beiden Würfel kommen auf den unteren Bereich des Thermometers. Abhängig von der Anzahl der Mitspieler werden Marker für die CO2-Speicher in Form von Bäumen und Meeren auf den Kontinenten verteilt, alle übrigen Plättchen kommen in eine Auslage neben dem Spielplan. Zuletzt werden die verschiedenen Kartensätze einzeln gemischt und jeweils als verdeckte Nachziehstapel neben dem Spielplan platziert.
Jeder Spieler wählt eine Großmacht, wobei die Auswahl aufgrund der asymmetrischen Eigenschaften abhängig von der Spielerzahl ist. Die Spieler nehmen sich die jeweils zugehörigen Übersichtskarten, auf denen die Anfangswerte für ihre Energieversorgung, Emissionen und Stabilitätsbereiche verzeichnet sind, und die aus zwei Teilen bestehenden Spieler-Tableaus und platzieren sie vor sich. Jeder Spieler bekommt zudem ein Set aus fünf Startkarten, die offen in einer Reihe über das Spieler-Tableau gelegt werden. Mit dem Energiebedarfsmarker, einem Haus, wird der Bedarf an Energie angezeigt; dieser wird entsprechend Übersichtskarten festgelegt. Zudem bekommen die Spieler die auf ihrer jeweiligen Karte angegebenen Marker für schmutzige und saubere Energien sowie ihre Emissions-, Stabilitäts- und Notstandsplättchen, die sie ebenfalls auf dem Tableau ablegen.

### Spielregeln
In dem Spiel gibt es keinen Startspieler und auch keine feste Spielerreihenfolge, insgesamt werden maximal sechs Runden mit jeweils fünf hintereinander gespielte Phasen gespielt, die als Globale Phase, Projektphase, Emissionsphase, Krisenphase und Wachstumsphase bezeichnet werden.
Globale Phase
In der Globalen Phase halten die Spieler einen gemeinsamen Klimagipfel ab, in dem besonders drängende Krisen identifiziert und die Umsetzung globaler Projekte entschieden werden. Anfänglich werden hier drei Krisenkarten gezogen, später mehr entsprechend des Temperaturanstiegs. Eine der Karten wird offen auf das Feld für „erwartete Krisen“ neben den Spielplan gelegt, die weiteren Karten verdeckt darüber, auch über den Spielplanrand hinaus. Zudem werden zwei Karten vom Stapel der globalen Projekte gezogen und offen ausgelegt, von denen sich die Spieler gemeinsam eines zur Umsetzung aussuchen und das andere verwerfen. Auf das gewählte Projekt wird ein „Inaktiv“-Marker gelegt, der nach Erfüllung auf „aktiv“ umgedreht werden darf; das Projekt darf in der Folge von allen Spielern genutzt werden. Insgesamt dürfen nie mehr als vier globale Projekte ausliegen, entsprechend muss beim Start eines zusätzlichen Projektes erst eines gestoppt und entsorgt werden.
Projektphase
Die Projektphase ist die Hauptspielphase des Spiels, in denen alle Mitspieler ihre Aktionen ausführen. Auch hierfür gibt es keine Spielerreihenfolge und die Mitspieler können ihre Aktionen miteinander abstimmen.
Jeder Mitspieler zieht zuerst fünf Projektkarten, wobei die Anzahl durch ausliegende Projekte und durch Notstandsplättchen verändert werden kann. Diese werden offen vor den Spielern unterhalb des Tableaus ausgelegt. Von diesen Karten können beliebig viele eingesetzt werden, um sie unter (als Unterstützung) oder über (zur Änderung eines aktiven Projekts) die fünf Startprojekte oberhalb des Tableaus zu legen und damit die Karteneffekte der bereits laufenden Projekte oder der neuen Projekte zu nutzen. Um die Karten zu spielen, müssen allerdings die auf der Karte angegebenen Voraussetzungen erfüllt sein. Dabei können spezifische Symbole auf anderen Karten der Reihe erforderlich sein oder es müssen Projektkarten abgeworfen werden. Alle Projektkarten haben unterschiedliche Effekte, die sich beispielsweise auf die Emissionen oder auf den Anteil sauberer und schmutziger Energie in den Weltregionen auswirken. Auch globale Projekte können über das Unterschieben von Karten unterstützt werden und auch einige Klimakrisen erfordern dies.
Emissionsphase
In der Emissionsphase wird ermittelt, welche Auswirkungen der aktuelle Stand der Energieversorgung und die sonstigen Emissionen auf die globale CO2-Entwicklung der einzelnen Weltregionen haben. Dafür wird zuerst der Energiebedarf geprüft, der über die Energieproduktion gedeckt werden muss. Sollte die aktuelle Energieproduktion nicht ausreichen, bekommen die entsprechenden Spieler Notstandsmarker, die auf das Tableau gelegt werden müssen. Danach wird die Gesamtemission ermittelt und in Form von Emissionsplättchen auf dem Spielplan platziert. Von diesen Markern werden so viele CO2-Einheiten auf die vorhandenen CO2-Senken (Bäume, Meere und Luftfilter) verteilt und damit gebunden.
Wenn nach der Verteilung noch Emissionen vorhanden sind, die nicht gebunden werden können, werden die überzähligen Marker auf das Thermometer am Spielplanrand gelegt, wodurch die Temperatur abhängig von der Spieleranzahl ansteigt. Für jede gefüllte Zeile wird ein Temperaturplättchen auf das Thermometer gelegt, wodurch die Temperatur um 0,1 °C ansteigt. Die Gesamtsteigerung der Temperatur gibt für die weiteren Runden an, wie viele Krisenkarten in der globalen Phase gezogen und wie oft der Globale-Folgen-Würfel in der Krisenphase geworfen werden muss. Sobald das achte Temperaturplättchen auf das Thermometer gelegt und damit die globale Temperatur um mehr als 2,0 °C gestiegen ist, endet das Spiel und die Spieler haben verloren.
Sollten alle Emissionen von den Senken gebunden werden, erreichen die Mitspieler einen Wendepunkt, der das Spielende einläuten kann; sie drehen dafür den Rundenmarker um. In diesem Fall können die Mitspieler die noch verfügbaren Senken für die Reduzierung der Temperatur nutzen und entsprechend CO2-Marker vom Thermometer entfernen.
Krisenphase
In der Krisenphase werden die Auswirkungen der Emissionen und der Temperatursteigerung ermittelt. Hierfür wird der Globale-Folgen-Würfel entsprechend der Temperaturanzeige ein- oder mehrmals geworfen und entsprechend der Ergebnisse werden die entsprechenden Marker der globalen Folgen (Wetterextreme, Wüstenbildung, Sterben des Amazonas-Regenwaldes, Arktische Eisschmelze, Tauen des Permafrostbodens, Versauerung der Meere) vorwärts bewegt. Wird dadurch ein Kipppunkt erreicht, muss der entsprechende Effekt des jeweiligen Ereignisses ausgelöst werden, wodurch auch weitere Temperaturanstiege und weitere globale Folgen ausgelöst werden können.
Danach werden die neben dem Spielplan liegenden Krisenkarten von unten nach oben beginnend mit der untersten offen liegenden ausgeführt. Verdeckte Karten werden nacheinander aufgedeckt und die Effekte werden ausgeführt, falls sie nicht mit Stabilitätsmarkern abgedämpft werden können. Notstandsplättchen, die durch Krisen verteilt werden, legen die betroffenen Spieler auf ihr Tableau, wodurch die Anzahl der nachgezogenen Karten in der Projektphase reduziert werden kann. Dauerhafte Krisen bleiben offen liegen, bis sie abgewehrt werden kann, alle anderen werden nach ihrer Abarbeitung abgeworfen.
Wachstumsphase
Die letzte Phase einer Runde ist die Wachstumsphase. Als erster Schritt wird geprüft, ob der Rundenmarker einen Wendepunkt zeigt und die Mitspieler damit das Spiel gewonnen haben. Falls dies nicht der Fall ist, wird der Rundenmarker um ein Feld weiter nach unten bewegt; sollten die Mitspieler nach dem Ende der sechsten Runde den Wendepunkt nicht erreicht haben, verlieren sie das Spiel. Geht es in eine neue Runde, wird der Energiebedarf der einzelnen Weltregionen entsprechend ihrer Übersichtskarten erhöht und die Spieler beginnen die nächste Runde wieder mit der globalen Phase.

### Spielende
Das Spiel endet entweder, wenn es den Spieler vor der sechsten Runde gelingt, einen Wendepunkt zu erreichen und die letzte Krisenphase überstehen, ohne zu verlieren. Haben sie dieses Ziel nicht erreicht oder steigt die Temperatur um über 2,0 °C, verlieren sie das Spiel. Sie verlieren ebenfalls, wenn eine Weltregion 12 oder mehr Notstandsmarker erhalten hat.

## Entwicklung und Veröffentlichung
Das Spiel e-Mission wurde von dem in Großbritannien lebenden Spieleautoren Matteo Menapace zusammen mit dem amerikanischen Spieleautoren Matt Leacock entwickelt. Laut einem Artikel in wired aus dem Jahr 2021 hatte Menapace bereits vorher jahrelang darüber nachgedacht, wie er ein Spiel über die Klimakrise entwickeln könnte, und er kontaktierte Leacock, auf dessen Spiel Pandemie die kooperativen Komponenten aufbauen. Gemeinsam versuchten sie, eine vereinfachte Simulation, die auf einem wissenschaftlichen Verständnis des Klimawandels basiert, aufzubauen und zugleich sicherzustellen, dass sie die Spieler auf eine offene, nicht belehrende Art und Weise ansprechen, die Spaß macht. Das Spiel erschien 2023 bei dem amerikanischen Verlag CMYK in einer englischsprachigen Version, im gleichen Jahr erschien auch eine deutschsprachige Version bei Schmidt Spiele. Weitere Versionen erschienen auf Japanisch und Französisch im Jahr 2024; für 2025 sind Ausgaben auf Spanisch und Tschechisch geplant.

## Rezeption
e-Mission wurde in zahlreichen Rezensionen und Besprechungen weitestgehend positiv bewertet. 2024 wurde es von der Jury des Spiel des Jahres als Kennerspiel des Jahres ausgezeichnet und setzte sich damit gegen Die Gilde der fahrenden Händler und Zug um Zug Legacy: Legenden des Westens durch. In der Jurybegründung wird ausgeführt:

„e-Mission ist brillant ausgetüftelt, spannend und lehrreich – und zeigt den Wert der Zusammenarbeit auf: Wenn alle am selben Strang ziehen, können wir diese globale Krise noch bewältigen. Dem Autorenduo gelingt es außerdem, das hochbrisante, aktuelle Thema der Klimakrise so zu verpacken, dass es ohne erhobenen Zeigefinger daherkommt. Dass die Projekte und Forschungsideen auf den Karten auf realen Forschungen und Projekten basieren, lädt zum Diskutieren und Weiterbilden auch nach der Partie ein.“

Spiel-des-Jahres-Jurymitglied Harald Schrapers bewertete das Spiel auf seinem Blog „Games we Play“ mit sechs von sechs möglichen Punkten. Nach seiner Ansicht „vereint [e-Mission] wie kein anderes Spiel eine herausragend wichtige Thematik mit einem grandiosen spielerischen Erlebnis.“ „Die Komplexität der Realität [sei] in dem Spiel so reduziert, dass es für Leute, die Erfahrung mit einfachen Kennerspielen besitzen, gut zu bewältigen ist.“ Er thematisiert allerdings in seiner Rezension auch das Thema Atomenergie in Form einer kritischen Bemerkung: „Sie gilt als „saubere Energie“, ihr Symbol findet sich auf fünf Prozent aller Karten. Das heißt, in den meisten Partien werden die entsprechenden Projekte gar nicht verwendet. Das ist gut, denn E-Mission stellt die Atomenergie arg verkürzt dar: Die Risiken dieser Technologie, die extremen Kosten, die Endlagerung, werden ausgeblendet. Ein Blick auf die Folgen für die Stabilität der Gesellschaft fehlt ebenfalls.“ Auch Stefan Ducksch, Spielekritiker der spielbox, teilt die positive Bewertung und bezeichnet e-Mission als „cleveres, anspruchsvolles Spiel, das uns zeigt, dass wir nur noch gemeinsam eine Chance haben, die Katastrophe aufzuhalten.“.
Bereits Ende 2023 beschäftigte sich Daniel Wüllner in der Süddeutschen Zeitung mit dem Spiel und berichtete dabei über eine Runde unter mehreren Klimaforschern. Er kommt nach der Spielbeschreibung auf das Ergebnis: „e-Mission ist keine Simulation der Klimakrise, will es auch gar nicht sein. Leacocks und Menapaces Brettspiel soll zum Nachdenken anregen. Das tun die Experten, sie denken schon über die nächste Partie nach.“ Allerdings wurde von den Wissenschaftlern teilweise der fehlende Tiefgang kritisiert. So seien die ausgewürfelten Kipppunkte zu zufällig und bio-geophysikalische Effekte würden nicht berücksichtigt, auch das Thema Klimaanpassung könne stärker betont werden. Charlie Theel vom Polygon ist das gesamte Spiel zu optimistisch und von „unendlicher Positivität“ geprägt und er schreibt, dass es „doch mehr auf Fantasie als auf reale Lösungsansätze für die sich rasant beschleunigende Klimakrise ausgerichtet“ sei.
Laut Udo Bartsch ist es „außerordentlich“, auch wenn es „rein mechanisch gesehen […] gar nicht so spektakulär“ sei. Nach seiner Ansicht haben sich die Autoren „ganz offenbar […] sehr darum bemüht, den Stand der Forschung abzubilden,“ auch wenn ihn ebenfalls „persönlich stört, dass die Atomenergie im Spiel als positive Alternative gilt.“ In seinem Fazit schreibt er zudem: „Endlich kommt der Kampf gegen den Klimawandel im Brettspiel an. Und zwar nicht als Alibithema, um dann doch nur wieder Siegpunkte zu sammeln. Endlich geht es um echte Themen, um DAS echte Thema, um das A-Thema. Endlich wird der Beweis angetreten, dass Spiele auch zum Klimadialog beitragen können.“

## Belege
1. 1 2 3 4 5 6 7 8 9 10 11 12 13 14 15  
Spielanleitung e-Mission, Schmidt Spiele 2023
2. ↑  Jocelyn Timperley: Pandemic’s creator is making a board game about climate change auf wired.com, 30. März 2021; abgerufen am 29. Dezember 2024.
3. ↑  
Daybreak / e-Mission, Versionen bei BoardGameGeek. Abgerufen am 28. Dezember 2024.
4. 1 2  
Udo Bartsch: e-Mission, Rezension auf „Rezensionen für Millionen“, 11. Februar 2022; abgerufen am 29. Dezember 2024.
5. 1 2  
Stefan Duksch: Endspurt ums Klima - e-Mission, Rezension auf „Duksch spielt“, 3. Juli 2024; abgerufen am 29. Dezember 2024.
6. 1 2 3  
Harald Schrapers: e-Mission, Rezension auf „Games we Play“; abgerufen am 29. Dezember 2024.
7. ↑  E-Mission auf der Website des Spiel des Jahres e.V.; abgerufen am 29. Dezember 2024.
8. 1 2 3  
Daniel Wüllner: Der Tag, an dem China und die USA die Welt retteten, Süddeutsche Zeitung, 29. Dezember 2023; abgerufen am 29. Dezember 2024.
9. ↑  Charlie Theel: Daybreak, the board game about fighting climate change, is blindly optimistic auf polygon.com, 6. November 2023; abgerufen am 30. Dezember 2024.